# Absolute schilderkunst
De absolute schilderkunst was een stroming binnen de vroege abstracte kunst waarin biomorfe kleurvlakken werden toegepast, al of niet omlijnd, om tot non-objectieve composities te komen die 'de heerlijkheid van het leven, de mooiheid, de liefheid ervan, het schoone beeld der wereld of bezielde natuur in abstracto' uitdrukten. Het doel was te komen tot een zuiverheid van uitdrukken waarin de persoonlijke motieven werden overstegen.
In 1913 werd in een manifest tijdens de najaarstentoonstelling van de kunstvereniging De Onafhankelijken te Amsterdam de 'Absolute Schilderkunst' geïntroduceerd. Jacob Bendien ('Toppie'), Jan van Deene, Chris Hassoldt, Arnold Davids, Carel Harders ('Batik') en John Raedecker behoorden tot deze groep kunstenaars. De 'Absolute Schilderkunst' stond voor het scheppen van non-figuratieve composities met golvende vlakken in egale kleur, scherp van elkaar gescheiden, waardoor er een decoratieve werking ontstaat. Het manifest stelt o. a.: Deze schilderijen stellen wel wat voor, maar alleen innerlijke dingen. Zij zijn gevoelsleven uitgedrukt in lijn en kleur. Toch moet individualiteit en subjectiviteit worden uitgebannen, waardoor een zo groot mogelijke zuiverheid van expressie ontstaat. Dit was de filosofie achter het gebruik van de sjabloonachtige vlakken die door deze kunstenaars werd toegepast. Men diende te schilderen in een toestand van onaangedaanheid waardoor eenvormigheid in het schilderij verkregen werd. 
De 'absolute schilderkunst' stond los van het neoplasticisme van Mondriaan en Van Doesburg, waar het vierkant en de rechte lijn de enige toegestane expressie-middelen waren; zij gebruikten alleen de primaire kleuren: rood, geel, blauw.

## Link
- artikel over de Absolute Schilderkunst in Nederland, door Ben Vollers

absolute schilderkunst ·  abstract expressionisme · abstracte kunst · academische kunst · actionpainting · art brut · art deco · classicisme · colorfieldpainting · dadaïsme · expressionisme · fauvisme · figuratieve kunst · futurisme · hard edge · hyperrealisme · impressionisme · informele schilderkunst · jugendstil · kubisme · luminisme · magisch realisme · maniërisme · minimal art · naïeve kunst · naturalisme · neo-expressionisme · neo-impressionisme · nieuwe beelding · nieuwe zakelijkheid · op-art · orphisme · oriëntalisme · piëtisme · pittura metafisica · pixel art · pointillisme · popart · postimpressionisme · prerafaëlieten · primitivisme · realisme · romaans . romantiek · sociaal realisme · suprematisme · surrealisme · symbolisme · tachisme